# エドワード・オスカー・ウールリッチ
エドワード・オスカー・ウールリッチ（ Edward Oscar Ulrich、1857年2月1日 - 1944年2月22日）は、アメリカの古生物学者である。無脊椎動物の化石の研究で知られる。
ケンタッキー州コビントンに生まれた。コビントンは化石を多く産出するので、幼い頃から化石の収集に興味をもった。オハイオ州ベレアのボールドウィン・ウォレス大学とシンシナティのオハイオ医科大学で学んだが学位をとることはなかった。1877年にシンシナティ自然史協会の学芸員となり、やはり独学の化石研究家のCharles Schuchertと知り合った。
コロラド州ボルダーのリトルカリブー銀鉱山の監督として働いた後、1883年にシンシナティに戻り、Schuchertとともに地質学や古生物学の書籍の、著術者、イラストレーターとして仕事をはじめ、後には単独で著作を行った。1889年にアメリカ東部のアルバニーに移り、ジェームズ・ホールのもとで働くようになり、イリノイ州、ミネソタ州、などで調査を行った。1897年からアメリカ地質調査所で研究をはじめ、1932年まで働いた。

## 受賞歴
- 1930年:  Mary Clark Thompson Medal（全米科学アカデミー）
- 1932年: ペンローズ・メダル （アメリカ地質学会）